# أميريكا فوتيبول كلوبي (أيس بي)
أميريكا فوتيبول كلوبي (أيس بي) ، المعروف أيضًا باسم أميريكا دي ريو بريتو أو ببساطة أميريكا ، هو فريق كرة قدم برازيلي مقره في بلدية ساو جوزيه دو ريو بريتو في ولاية ساو باولو . تأسس نادي كرة القدم هذا في عام 1946.
تم تسميته على اسم نادي أمريكا من ريو دي جانيرو ، حتى أنه تم نسخ الشارة الخاصة بفريقهم.

## تاريخ النادي
في عام 1957 ، فاز النادي بأول لقب له ، وهو كامبيوناتو باوليتا المستوى الثاني ، متقدمًا على نادي ساو بينتو . تمت ترقية النادي إلى المستوى الأول في العام التالي. 
في عام 1978 ، نافس هذا الفريق في الدوري البرازيلي للدرجة الأولى لأول مرة ، حيث احتلت المركز 38. 
في عام 1980 ، نافس هذا النادي في الدوري البرازيلي للدرجة الأولى للمرة الثانية ، حيث أنه احتل المركز 32. 
في عام 2006 ، فاز فريق أميريكا بكأس ساو باولو دي جونيور ، أثر فوزه على كوميرشال ريبيراو بريتو في النهائي. 

## بعض لاعبين الفريق الحالي
| \| الرقم \| الدولة \| اللاعب \| \| ----- \| -------- \| -------------- \| \| — \| البرازيل \| واغنار \| \| — \| البرازيل \| جيبا \| \| — \| البرازيل \| ابفارتور \| \| — \| البرازيل \| رودريغو كوستار \| \| — \| البرازيل \| ماركوينلوس \| \| — \| البرازيل \| تياغو غاوتشو \| |          |                |
| الرقم | الدولة   | اللاعب         |
| — | البرازيل | واغنار         |
| — | البرازيل | جيبا           |
| — | البرازيل | ابفارتور       |
| — | البرازيل | رودريغو كوستار |
| — | البرازيل | ماركوينلوس     |
| — | البرازيل | تياغو غاوتشو   |

## إنجازات الفريق
- Campeonato Paulista Série A2 :
  - عدد مرات الفوز مع التواريخ (3): 1957 ، 1963 ، 1999
- كأس ساو باولو دي جونيور :
  - عدد مرات الفوز مع التواريخ (1): 2006

## ألوان ملابس النادي
ألوان النادي الرسمية لأميريكا هي الأحمر والأبيض. تتكون المجموعة الأساسية من ملابس الاعبين النادي من قميص أحمر وجوارب بيضاء قصيرة وحمراء. 

## نشيد النادي
كلمات النشيد الرسمي للنادي وكان مؤلفها الموسيقي روبرتو فارات. 

## التعويذة ديابلو
تعويذة فريق أميريكا الشيطان الأحمر هو لقب لديابلو . 

## روابط خارجية
- باللغة البرتغالية: الصفحة الرئيسية للنادي